# Rouanet-Gymnasium Beeskow
Das Rouanet-Gymnasium Beeskow ist ein staatliches Gymnasium in der Kreisstadt Beeskow. Benannt wurde es nach dem französischen Soldaten und Schriftsteller Jean Pierre Barthélemy Rouanet, der verdienstvoll für Beeskow gewirkt hat.

## Geschichte
Das am 4. Januar 1899 fertiggestellte Gebäude des Rouanet-Gymnasiums diente der 2. Abteilung des 3. Garde-Feldartillerie-Regiments als Kaserne. Nach dem Zweiten Weltkrieg nutzte die Rote Armee das Gebäude zur Unterbringung ihrer Soldaten. 1990 beschloss die Schulleitung des damals in der Karl-Liebknecht-Straße liegenden Gymnasiums das Gebäude als Schulhaus zu benutzen. Das Gebäude wurde deshalb im Herbst 1990 saniert. Das Gründungsdatum ist auf den 5. Juni 1991 datiert.
Die Informationen zum Baujahr des Gebäudes erhielt man durch Zufall: Am 31. März 1992 fand ein Bauarbeiter zwischen einer Geschossdecke und dem darüber liegenden Fußboden eine Bierflasche mit einer darin enthaltenen handschriftlichen Notiz über die frühere Verwendung des Hauses.
2010 erhielt das Rouanet-Gymnasium den Titel „Mitarbeitende UNESCO-Schule“ im Rahmen der „Bildung für nachhaltige Entwicklung (BNE)“.
Seit November 2017 ist das Rouanet-Gymnasium eine anerkannte Unesco-Projektschule. Die Urkunde wurde am 20. November 2017 während des Festaktes zum 25. Schuljubiläum von Heinz-Jürgen Rickert, dem Koordinator der deutschen Unesco-Schulen, an den Schulleiter Klaus-Jürgen Teichert überreicht. Für das Engagement wurde die Schule auch wiederholt vom EPIZ Berlin als Faire Schule ausgezeichnet.

## Schulleiter
- 1991–1998: Rolf Proksch[9]
- 1998–2019: Klaus-Jürgen Teichert[10]
- seit 2019: Ariane Haß

## Schulveranstaltungen

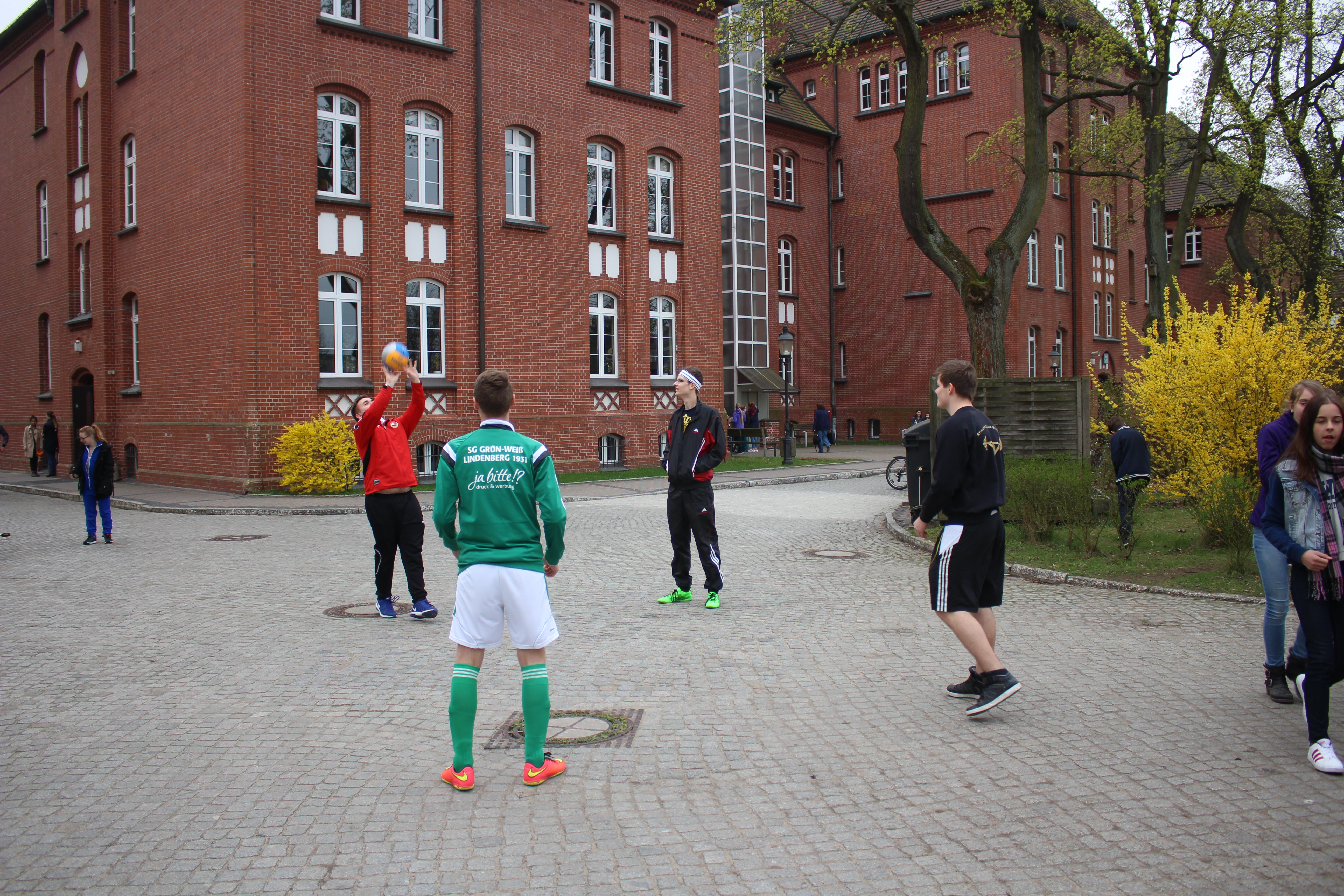
Abiturienten beim Mottotag „Sport“.

Am Rouanet-Gymnasium gibt es jährlich bestimmte Schulkonzerte. Zu diesen gehören das Weihnachtskonzert, das meist von zwei zehnten Klassen organisiert wird: die „Family-Night“ und das Benefizkonzert. Bei diesen organisieren die Musiklehrer ein Programm mit den Schülern.
Außerdem werden von der UNESCO-AG jährlich Projekttage und ein Spendenlauf organisiert.
Sportliche Schulveranstaltungen werden durch den Schultriathlon und das Mitternachtsvolleyballturnier realisiert. Hier treten Schülerteams sowie meist ein Lehrerteam gegeneinander an.
Am 14. November 2012 fanden anlässlich des 20-jährigen Jubiläums eine öffentliche Festveranstaltung und ein Lichterfest statt.

## Gebäude
Das Rouanet-Gymnasium beherbergt vier Gebäude auf dem Schulcampus.
Das Hauptgebäude: Hier befinden sich diverse Unterrichtsräume, das Sekretariat sowie Lehrerzimmer, Büros und Versammlungsräume. Auf der vom Eingang aus rechten Seite des Gebäudes findet man die Fachräume für die Naturwissenschaften Biologie, Physik und Chemie. Auf der linken Gebäudeseite befinden sich hauptsächlich Büros, Besprechungsräume, das Lehrerzimmer sowie das Sekretariat. Das Hauptgebäude hat auf der Rückseite einen Fahrstuhl.
LER-Haus: Das LER-Haus, benannt nach dem Unterrichtsfach Lebensgestaltung-Ethik-Religionskunde, ist das auf dem Campus mittig stehende kleinere Gebäude. Ursprünglich wurde es für den Fachbereich Musik genutzt.
Nebengebäude: Das Nebengebäude mit Glasanbau beherbergt die Fachbereiche Musik (im Keller), Kunst und Darstellendes Spiel (obere Etage). Im Erdgeschoss befinden sich die Cafeteria, die Kantine (ehemalige Aula) und ein Schülerclub. Der Glasanbau wird von den Schülern auch „Glaskasten“ genannt.
Haus Emilie: Seit dem 15. April 2016 verfügt die Schule außerdem noch über einen Neubau, das Haus „Emilie“, benannt nach der Gattin Theodor Fontanes. Der Grundstein des Gebäudes wurde am 1. Juni 2015 vom Schulleiter und dem zu dieser Zeit tätigen Landrat Manfred Zalenga gelegt. Das Gebäude befindet sich hinter dem Nebengebäude, hat nur ein Erdgeschoss und unterscheidet sich äußerlich durch Farbe und Material stark von den anderen Gebäuden. Darin befinden sich drei Unterrichtsräume für den Fachbereich Deutsch. Besonderheiten sind die sehr großen Fenster sowie der breite Gang und die innere Gestaltung. Aufgrund der Betonwände und des schwarzen Äußeren wird das Gebäude von Schülern manchmal auch als „Deutschbunker“ bezeichnet.
Für den Sportunterricht gehen die Schüler des Gymnasiums in das Sport- und Freizeitzentrum Beeskow.
Als zusätzliches Gebäude dient außerdem das benachbarte Beeskower Schützenhaus als Schulaula, in der häufig Prüfungen und Klausuren geschrieben werden. Regulärer Unterricht findet dort jedoch nicht statt. Das Gymnasium nutzt das historische Schützenhaus aber für Schulveranstaltungen. Die alte Aula war für die Gästezahlen bei solchen Veranstaltungen deutlich zu klein und wird heute als Kantine verwendet.

## Unterricht und Ganztag
Am Rouanet-Gymnasium müssen sich die Schüler in der 7. Klasse zwischen den Sprachen Französisch und Latein entscheiden. Für gewöhnlich gibt es sowohl 2 Französischklassen (7a und 7b) sowie 2 Lateinklassen (7c und 7d). Ab der Klassenstufe 9 besteht die Möglichkeit zusätzlich einen Russischkurs zu besuchen.
Der Sportunterricht findet in den Unterstufen (Sek 1) für gewöhnlich getrennt statt. In der Sekundarstufe 2 werden dann Jungen und Mädchen wieder gemeinsam unterrichtet.
Seit dem Winter 2011 wird am Rouanet-Gymnasium ausschließlich im Blockunterricht gelehrt (90 statt 45 Minuten).
Das Ganztagsangebot am Rouanet-Gymnasium ist ausgelegt für die 7.–10. Klasse und beinhaltet ein sehr breites Angebot an außerschulischen Aktivitäten.

## Sprachreisen und Partnerschulen
Für die Schüler der neunten Klassen wird jedes Jahr ein Schüleraustausch mit einer französischen Schule organisiert. Die Lateinklassen fahren ebenfalls in der 9. Klasse nach Trier und begutachten dort den Einfluss der römischen Kultur auf die rheinland-pfälzische Stadt.
Zu den Partnerschulen gehören die Ecole Polyvalente in Bujumb (Burundi) und eine Schule in Woronesch (Russland), mit der es einen regelmäßigen, von der Stiftung Deutsch-Russischer Jugendaustausch geförderten Schüleraustausch gibt.
Des Weiteren wurden schon Austauschprogramme mit Finnen, Dänen und anderen arrangiert.

## Sonstiges

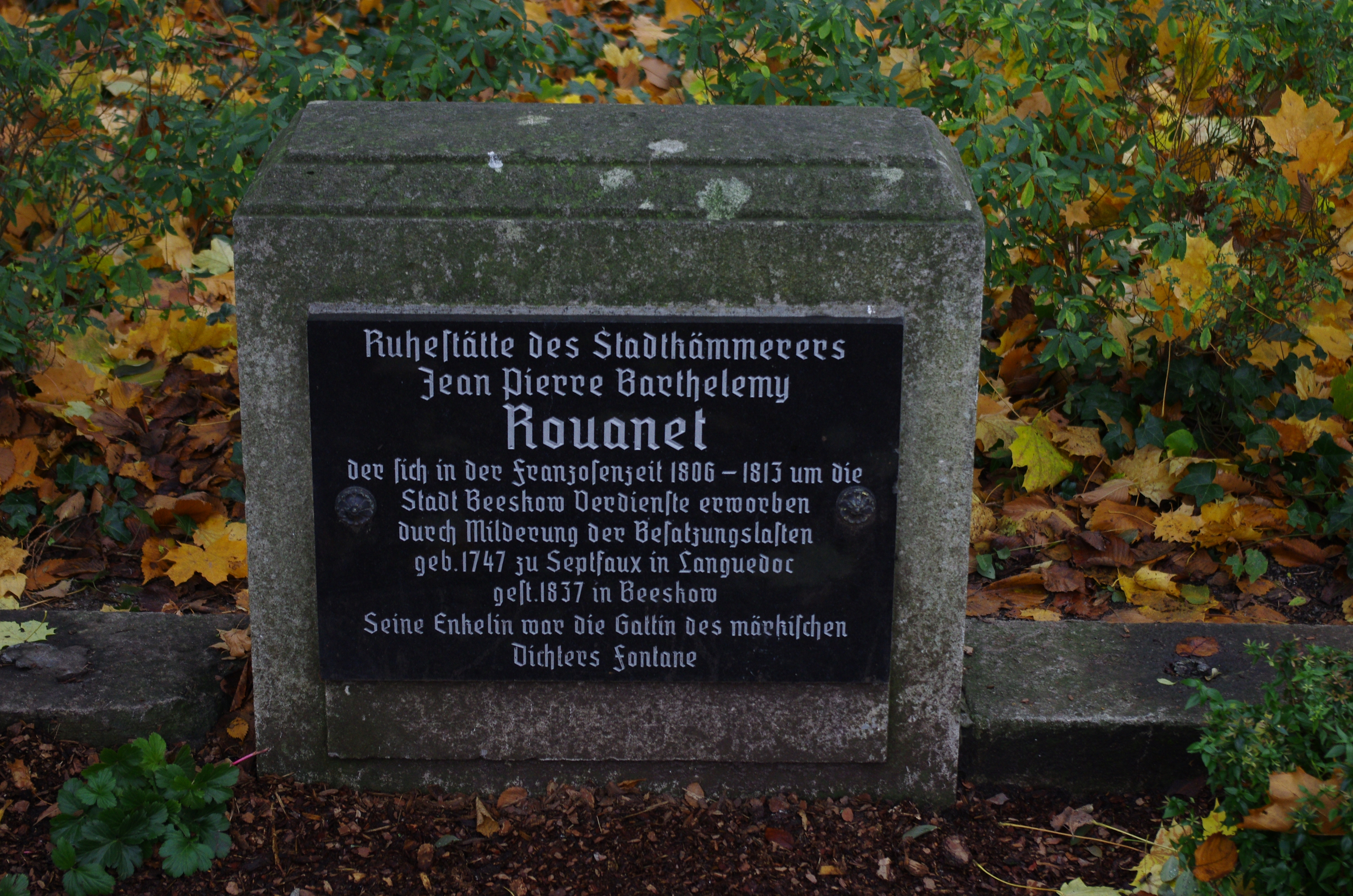
Grabstelle Jean Pierre Barthélemy Rouanets.

- Mit der Pflege des ebenfalls unweit der Schule auf dem Alten Friedhof befindlichen Rouanet-Grabs befassen sich teilweise Schüler des Rouanet-Gymnasiums.[2][3]

- Das Rouanet-Gymnasium verfügt über einen Youtube-Kanal, der von der Film-Arbeitsgemeinschaft eröffnet wurde. Dort findet man Videomaterial über die Schule und Berichte über Tage der offenen Tür, Schulkonzerte, Sportveranstaltungen, Projekttage etc.[18] Anfang des Jahres 2017 wurde ein neuer Kanal eröffnet, der alte wird seitdem als Archiv genutzt.[19]